# Preeklampsija
Prèeklampsíja ali noséčnostna toksemíja je bolezensko stanje, ki ga povzroča nosečnost in se praviloma pojavlja v drugi polovici nosečnosti, najpogosteje v tretjem trimesečju in se nato stanje slabša. Glede na obdobje pojava znakov ločimo nacepljeno preeklampsijo, ki se pojavi pred 20. tednom nosečnosti, in preeklampsijo, značilno za kasnejše obdobje nosečnosti, torej po 20. tednu.
Kaže se s povišanim krvnim tlakom (hipertenzijo), prisotnostjo beljakovin v seču (proteinurijo) in oteklinami.  Pri hudi obliki bolezni lahko pride do propada rdečih krvničk, trombocitopenije (zmanjšanja števila krvnih ploščic), motenj v delovanju jeter in ledvic, zastajanja tekočine v pljučih in motenj vida. Preeklampsija poveča tveganje slabega izida tako za nosečnico kot za otroka. Če bolezen ni zdravljena, lahko vodi v krče; v tako napredovali fazi se bolezen imenuje eklampsija.
Dejavniki tveganja za pojav preeklampsije vključujejo debelost, predhodno prisoten povišan krvni tlak, starost in sladkorno bolezen. Pogosteje se pojavlja pri nosečnicah med njihovo prvo nosečnostjo in pri večplodnih nosečnostih. Eden od vzrokov je nepravilna tvorba žilja v posteljici. Pri večini bolnic bolezen diagnosticirajo pred porodom, redko pa se bolezen izrazi šele po porodu. Za potrditev diagnoze sta načeloma potrebna dva dejavnika: povišan krvni tlak in prisotnost beljakovin v seču, po nekaterih opredelitvah pa se bolezen diagnosticira ob povišanem krvnem tlaku in disfunkciji katerega koli telesnega organa. O povišanem krvnem tlaku govorimo pri vrednostih nad 140 mmHg za sistolični tlak in nad 90 mmHg za diastolični tlak ob dveh različnih merjenjih, v razmiku najmanj štirih ur ter pri nosečnicah, ki so vsaj v 20. tednu nosečnosti.
Priporočila za preprečevanje razvoja preeklampsije vključujejo uživanje acetilsalicilne kisline pri nosečnicah z dejavniki tveganja, nadomeščanje kalcija pri nizkem vnosu s hrano ter zdravljenje morebitne predhodno prisotne hipertenzije. Ob pojavu preeklampsije je sprožitev poroda učinkovit ukrep, vendar je priporočljivost sprožitve poroda odvisna od stopnje bolezni ter od trajanja nosečnosti. Za znižanje krvnega tlaka se lahko v času pred porodom uporabljata na primer labetalol in metildopa. Magnezijev sulfat lahko pri bolnicah s hudo  obliko preeklampsije pomaga preprečiti napredovanje do eklampsije. Počitek se ni izkazal za učinkovit ukrep ne za preprečevanje in ne za lajšanje bolezni.
Preeklampsija prizadene okoli 2 do 8 % nosečnic. Stanja povišanega krvnega tlaka med nosečnostjo, kamor spada tudi preeklampsija, so med poglavitnimi vzroki za smrtnost zaradi nosečnosti in so na primer leta 2013 v svetovnem merilu zahtevala 29.000 smrtnih žrtev med nosečnicami. Število smrtnih primerov se z leti zmanjšuje, saj je še leta 1990 po ocenah umrlo v svetu 37.000 nosečnic zaradi nosečnostno pogojenega povišanega tlaka.
Preeklampsija se najpogosteje pojavi po 32. tednu nosečnosti in velja, da prej kot se pojavi, slabša je napoved za izid. Ženske, ki so med nosečnostjo doživele preeklampsijo, imajo kasneje v življenju večje tveganje za pojav srčnih bolezni ali možganske kapi.
Beseda eklampsija izvira iz grške besede za strelo. Bolezen je prvi opisal Hipokrat v 5 st. pr. n. št.

## Znaki in simptomi
Klinična definicija preeklampsije je stanje povečanega krvnega tlaka s proteinurijo in oteklinami v nosečnosti. Lahko pa poteka brezsimptomno ali pa se pojavijo le otekline in povečanje telesne mase zaradi zastajanja tekočine. Pojavi se lahko tudi povečana reaktivnost refleksov, ki kaže na živčno-mišično občutljivost in lahko vodi v eklampsijo. Pikčaste podkožne podplutbe se lahko pojavijo zaradi večje nagnjenosti h krvavitvam. Pri hudi preeklampsiji so lahko prizadeti številni organi, kar se kaže z glavoboli, motnjami vida, zmedenostjo, bolečinami v zgornjem desnem delu trebuha zaradi poškodbe jeter, slabostjo in bruhanjem, težavami z dihanjem (zaradi zastajanja tekočine v pljučih) ter oligurijo (zaradi zmanjšane prostornine krvne plazme ali isheične poškodbe ledvic) ...
Prvotno so opredeljevali otekline, predvsem na rokah in v obrazu, kot pomemben bolezenski znak za diagnosticiranje preeklampsije, vendar je otekanje pogost pojav med nosečnostjo in posledično ni optimalno uporaben znak za potrditev diagnoze. Na splošno nobeden od simptomov preeklampsije ni specifičen in celo krči v nosečnosti, ki lahko kažejo na eklampsijo, imajo običajno drug vzrok. Za določitev diagnoze je zato treba upoštevati več sočasnih simptomov in znakov, dokončen dokaz pa je izzvenitev bolezni po porodu.

## Vzroki
Vzrok za nastanek preeklampsije še ni povsem poznan, je pa povezan s številnimi dejavniki, ki vključujejo:
- nenormalna tvorba in razvoj posteljice (placentacija)
- imunološki dejavniki
- predhodno prisotne bolezni pri nosečnosti, kot so povišan krvni tlak, debelost, sindrom antifosfolipidnih protiteles
- preeklampsija pri nosečnosti v preteklosti
- prehranski dejavniki (nadomeščanje kalcija v predelih, kjer je vnos kalcija s prehrano nizek, se je izkazal kot učinkovit ukrep za zmanjševanje tveganja za pojav preeklampsije)[5]
- okolijski dejavniki, na primer onesnaženost zraka[13]

Nosečnice, ki imajo že dlje časa povišan krvni tlak, imajo 7- do 8-krat večje tveganje za pojav preeklampsije.
Fiziološko se preeklampsija povezuje z naslednjimi fiziološkimi motnjami:
- spremenjeni imunski odziv v posteljici glede na materin organizem,
- poškodbe posteljice,
- poškodbe endotelijskih celic,
- spremenjena odzivnost krvnih žil,
- oksidativni stres,
- neravnovesje med vazoaktivnimi snovmi,
- zmanjšan znotrajžilni volumen,
- diseminirana intravaskularna koagulacija

Dokazi nakazujejo, da je eden od glavnih vzrokov za pojav bolezni nenormalen razvoj posteljice. Osnovna funkcionalna značilnost preeklampsije je slaba prekrvljenost posteljice in maternice, kar povzroči stanje hipoksije in povečanega oksidativnega stresa ter sproščanje antiangiogenih beljakovin in vnetnih posrednikov v materino krvno plazmo.  Ena od glavnih posledic teh dogodkov je generalizirana disfunkcija žilnega endotelija. Nenormalen razvoj posteljice je morda posledica materinega imunskega odziva na tkivo posteljice oziroma odsotnost imunske tolerance. Disfunkcija epitelija povzroči porast krvnega tlaka in številne druge simptome, značilne za preeklampsijo.

### Dejavniki tveganja
Poznani dejavniki tveganja so naslednji:
- prva nosečnost
- sladkorna bolezen
- bolezen ledvic
- kronično povišan krvni tlak
- preeklampsija v preteklosti (pri kateri od predhodnih nosečnosti)
- preeklampsija v družini
- starost matere (> 35 let)
- debelost
- sindrom antifosfolipidnih protiteles
- večplodna nosečnost
- ledvični presadek[18]
- subklinični hipotiroidizem ali prisotnost ščitničnih protiteles[19][20]

## Patogeneza
Kljub številnim raziskavam natančen mehanizma razvoja preeklampsije natančna patogeneza ni poznana. Velja, da je preeklampsija posledica nenormalnega razvoja posteljice, saj odstranitev posteljice povzroči v večini primerov izzvenitev simptomov. Pri normalni nosečnosti je posteljica ustrezno prekrvljena, tako da omogoča pretok krvi med materjo in plodom. Nenormalen razvoj posteljice vodi v njeno slabo prekrvljenost. Osnovna funkcionalna značilnost preeklampsije je slaba perfuzija posteljice kot posledica zmanjšanega ali povsem manjkajočega trofoblastnega vdora v materine spiralne arteriole. Posledica slabe prekrvljenosti posteljice so oksidativni stres, hipoksija in sproščanje dejavnikov, ki povzročajo disfunkcijo endotelija, vnetni odzivi in drugi patološki procesi.
Klinični znaki preeklampsije so povezani z generalizirano disfunkcijo epitelija, ki med drugim povzroča vazokonstrikcijo in ishemijo v drugih telesnih organih. Prihaja tudi do neravnovesja med dejavniki, ki spodbujajo angiogenezo, in tistimi, ki jo zavirajo.
Določeni geni se ob preeklampsiji drugače izražajo, na primer gen za vazodilatator nevrokinin B, gen za receptor za Flt-1 (fms-ju podobna tirozin kinaza 1) in gen, podoben folistatinu 3. Raven topne fms-ju podobne tirozin kinaze-1 je ob preeklampsiji povišana tako v materinem kot plodovem obtoku. Topni Flt-1 je antiangiogena beljakovina, ki nasprotuje učinkom žilnega endotelijskega rastnega dejavnika (VEGF, angl. vascular endothelial growth factor) in posteljičnega rastnega dejavnika (PIGF), ki oba izkazujeta proangiogeno delovanje. Topni endoglin (sEng), ki ima podobne učinke kot topni Flt-1, je prav tako povišan ob preeklampsiji.
Sicer je sinteza topnega Flt-1 in topnega Eng do določene mere povečana pri vseh nosečnicah in verjetno se ta adaptacijski mehanizem iztiri pri nosečnicah, pri katerih se pojavi hipertenzivna bolezen. Pri procesu razvoja posteljica sodelujejo naravne celice ubijalke in potrebna je določena stopnja imunske tolerance materinega organizma proti tkivu posteljice, ki bi ga materino telo sicer lahko zaznalo kot tujek. Če se posteljica razvija nenormalno, na primer če je bolj invazivna kot bi bilo normalno, se zato načeloma materin imunski sistem odzove negativno. Pri razvoju preeklampsije, za katero je značilna plitka placentacija, naj bi v fazi tvorbe posteljice materino telo zavrnilo posteljični citotrofoblast, kar naj bi povzročilo neustrezni vdor trofoblasta v materine spiralne arteriole. 
Pomembno vlogo v patogenezi naj bi odigral tudi oksidativni stres. Poglavitni vir reaktivnih kisikovih zvrsti je encim ksanstinska oksidaza, ki je prisoten zlasti v jetrih. Ena od hipotez pravi, da naj bi zaradi hipoksije posteljice prišlo do povečanega katabolizma purinov, kar povzroči povečano tvorbo reaktivnih kisikovih zvrsti v materinih jetrih in njihovo sproščanje v krvni obtok. V krvnem obtoku naj bi te reaktivne kisikove zvrsti povzročale poškodbe žilnega epitelija.
V patogenezi preeklampsije naj bi imele svoj vpliv tudi motnje v materinem imunskem sistemu ter nezadostna imunska toleranca za nosečnost. Značilna sta prisotnost imunskega odziva celic T pomagalk in tvorba IFN-γ.

## Diagnoza

### Diagnostična merila
Preeklampsija se diagnosticira pri nosečnicah z naslednjimi znaki:
- povišan krvni tlak (sistolični tlak ≥ 140 mmHg ali diastolični tlak ≥ 90 mmHg) ob dveh ločenih meritvah z razmikom vsaj 4 do 6 ur; po 20. tednu nosečnosti pri nosečnici, ki je imela predhodno normalen krvni tlak;
- če je bila pri nosečnici esencialna hipertenzija diagnosticirana pred 20. tednom nosečnosti: diagnostično merilo je dvig sistoličnega krvnega tlaka za ≥30 mmHg ali diastoličnega tlaka za ≥ 15mmHg;
- proteinurija (≥ 0,3 g beljakovin v 24-urnem vzorcu seča ali razmerje beljakovin in kreatinina ≥ 0,3 ali odčitek s testnega lističa 1+ ali več (testni lističi se naj uporabijo le, če druge, kvantitativne metode niso na voljo).[2]

Vsak nosečniški zaplet v zvezi s povišanim krvnim tlakom, tudi v odsotnosti proteinurije, pomeni sum na preeklampsijo. Deset odstotkov bolnic z drugimi znaki preeklampsije in 20 % bolnic z diagnosticirano eklampsijo ne kaže znakov proteinurije. V odsotnosti proteinurije je lahko pokazatelj preeklampsije nastop povišanega krvnega tlaka ter nastop vsaj enega od naslednjih znakov:
- dokaz ledvične disfunkcije (npr. oligurija, povišana raven kreatinina)
- motnja delovanja jeter (se kaže s povišanjem vrednosti testov jetrne funkcije)
- trombocitopenija (število krvnih ploščic < 100.000/μl)
- pljučni edem
- oteklina v predelu gležnjev
- možganske motnje ali motnje vida

Preeklampsija je napredujoča bolezen in omenjeni znaki motenj delovanja različnih telesnih organov lahko kažejo na hudo bolezen. Znaki hude oblike preeklampsije so tudi sistolični tlak ≥ 160 mmHg ali diastolični tlak ≥ 110 ali proteinurija (> 5 g v 24-urnem vzorcu seča). Huda oblika preeklampsije se lahko klinično kaže tudi z bolečinami v epigastrični regiji oziroma zgodnjem desnem predelu trebuha, glavoboli in bruhanjem. Huda preeklampsija lahko vodi v znotrajmaternično odmrtje plodu.

### Diferencialna diagnoza
Preeklampsija se lahko kaže s podobnimi znaki kot številne druge bolezni, kot so kronična hipertenzija, kronična ledvična bolezen, bolezni sečnika ali trebušne slinavke, imunska ali trombocitna trombocitopenična purpura, antifosfolipidni sindrom, hemolitično-uremični sindrom ... Diagnoza je še posebej težavna, če je imela nosečnica že prej hipertenzijo. Tudi pri nosečnostni obliki zamaščenosti jeter lahko pride do povišanja krvnega tlaka, razlikujeta pa se bolezni v obsegu prizadetosti jeter. Hipertenzijo lahko povzročajo še druge bolezni, kot so tirotoksikoza, feokromocitom, zloraba mamil ...

## Epidemiologija
Preeklampsija se razvije pri 2–8 % nosečnostih, pri dvojčkih je pogostejša in se pojavi pri 14 %. Verjetnost, da se bo preeklampsija pojavila tudi v drugi nosečnosti, je 18-odstotna.